# Borealestes
Borealestes — викопний рід примітивних ссавців ряду докодонтів (Docodonta), що існував у юрському періоді, 167—164 млн років тому.

## Назва
Родова назва Borealestes з грецької мови означає «північний розбійник». Видова назва виду B. serendipitus, що означає з латинської «випадковий», вказує на несподівану знахідку решток ссавця. Інший вид B. mussetti названий на честь доктора Френсіса Мюсетта, в знак визнання його внеску в організації розкопок у Кіртлінгтоні.

## Скам'янілості
Викопні рештки Borealestes вперше виявлені у 1972 році у Шотландії на острові Скай поблизу села Елгол у юрських відкладеннях формації Кілмалуаг. Фрагмент щелепи, що містить п'ять молярів та три премоляри знайшли англійські палеонтологи Роберт Сейведж та Майкл Волдмен. Вони назвали новий вид Borealestes serendipitus. Згодом рештки ссавця знайдено в Англії.
У 2003 році в юрських відкладеннях формації Мармуровий ліс поблизу Кірлінгтона в Англії знайдено кілька молярів, по яких описали новий вид Borealestes mussetti.